# 十和田音響
十和田音響（日语：十和田オーディオ）是一家1961年於日本成立的跨國電子公司。

## 歷史
- 1961年，成立株式會社小滝電機製作所。
- 1974年，株式會社小滝電機製作所改稱十和田音響株式會社。
- 2017年，十和田音響株式會社成立愛華株式會社。[1]

## 畫冊

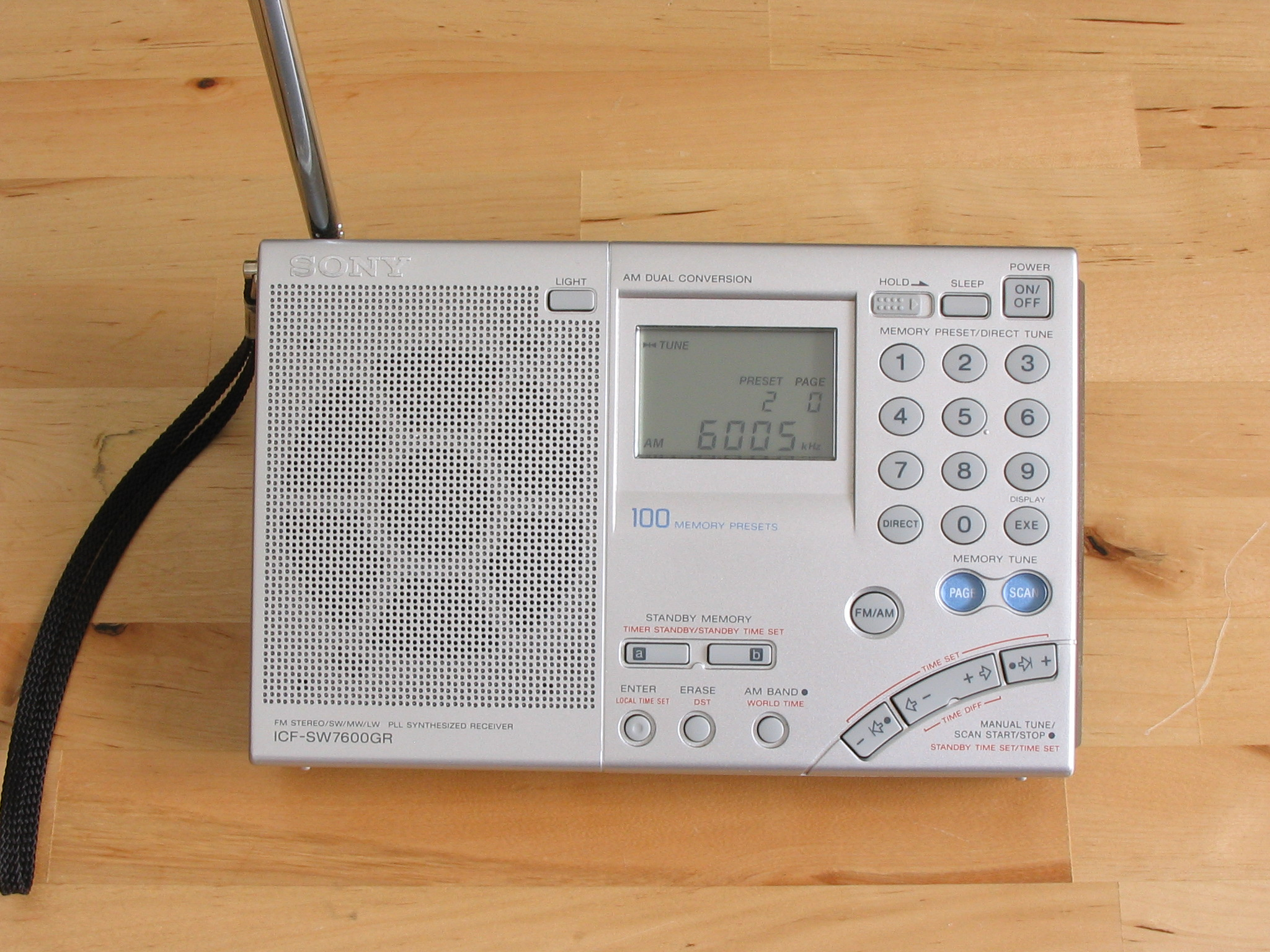
ICF-SW7600GR
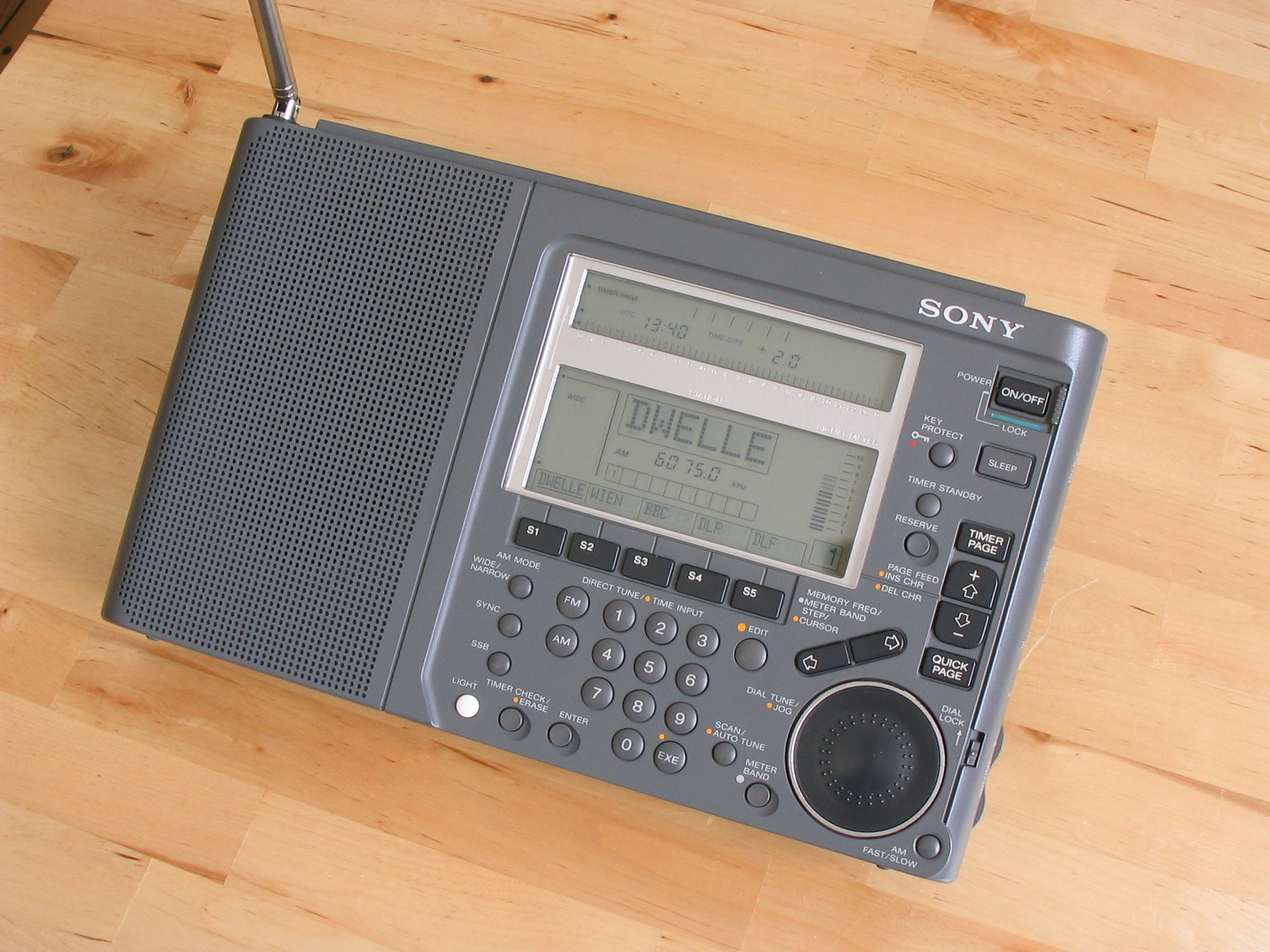
ICF-SW77
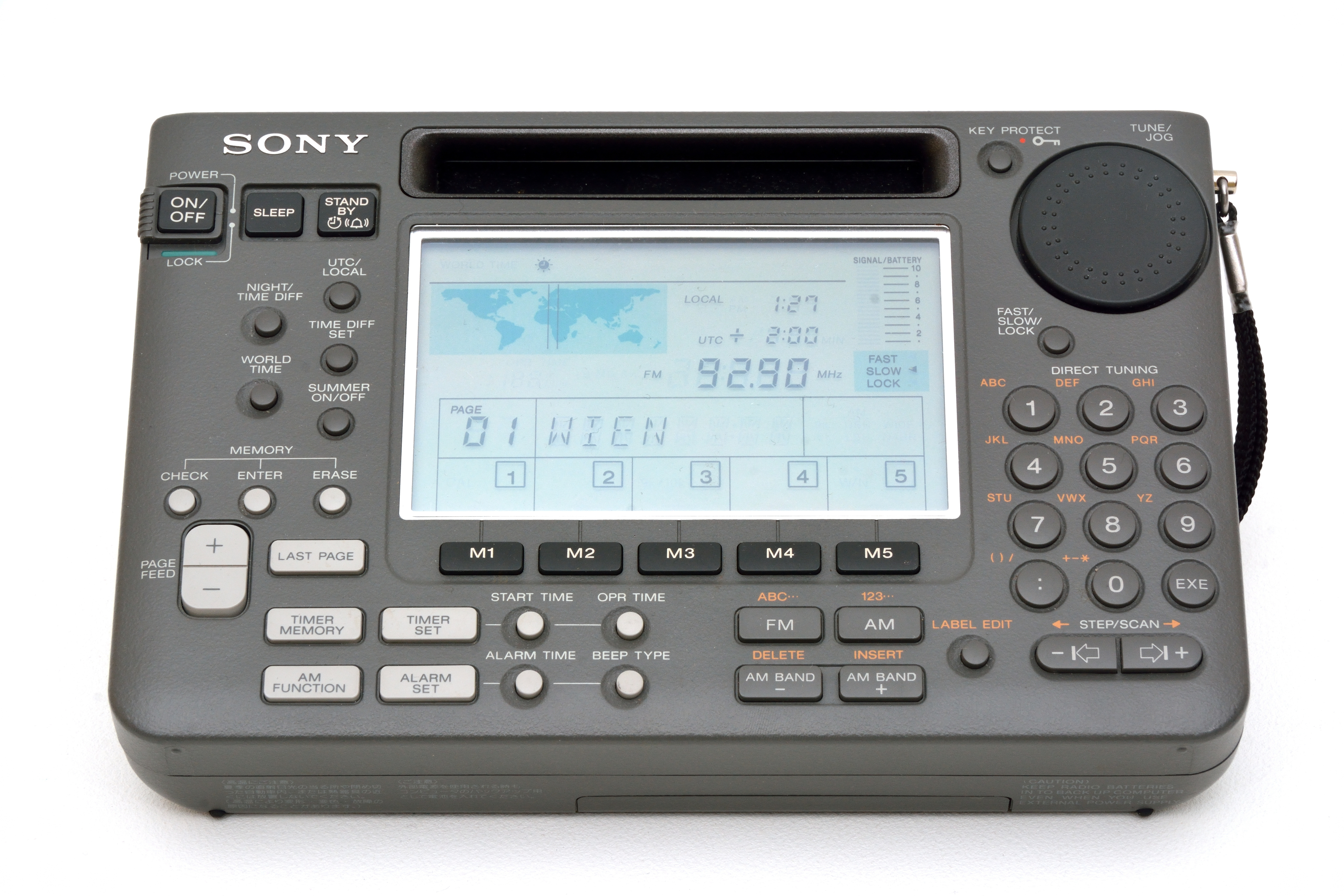
ICF-SW55
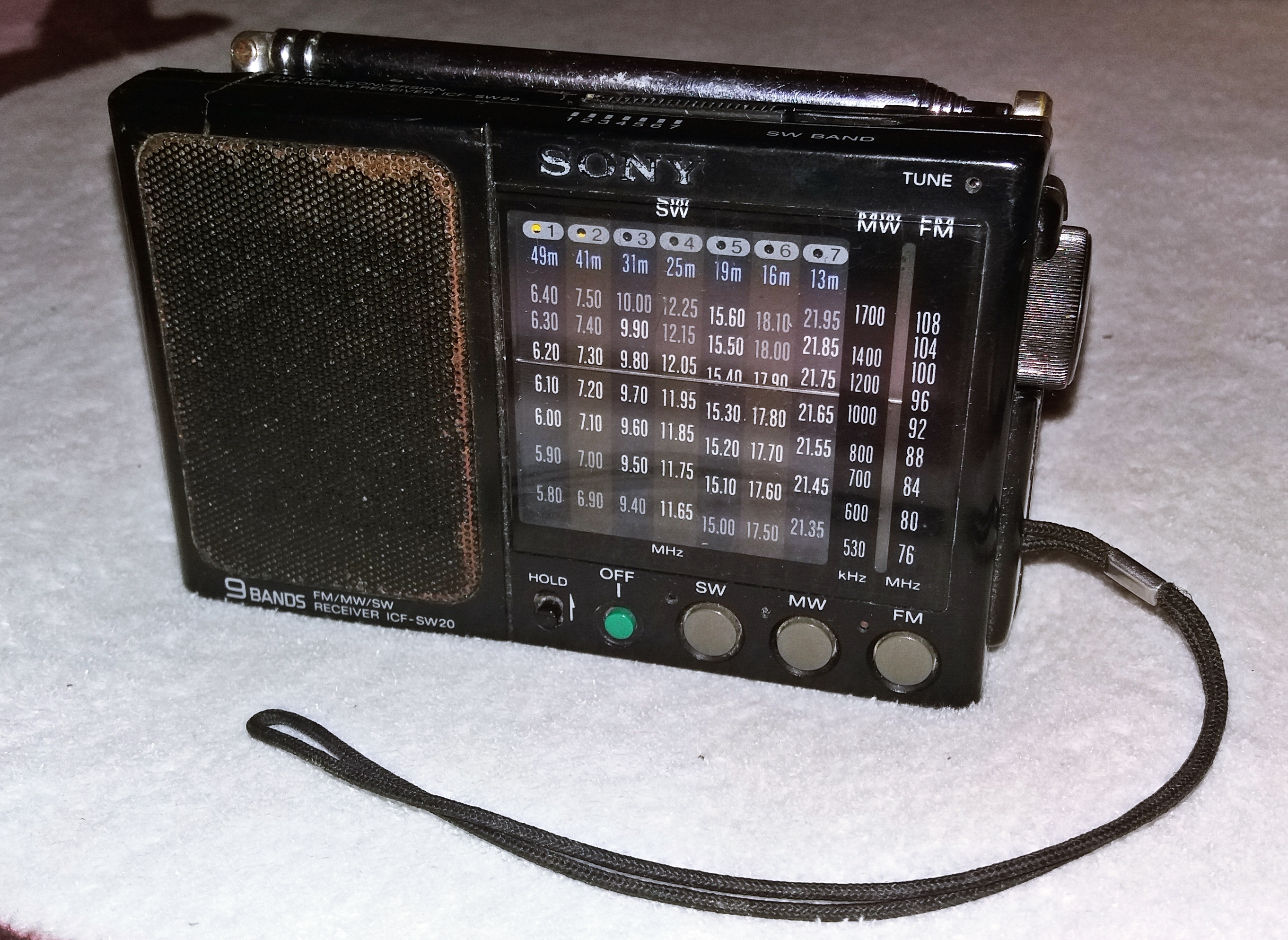
ICF-SW20
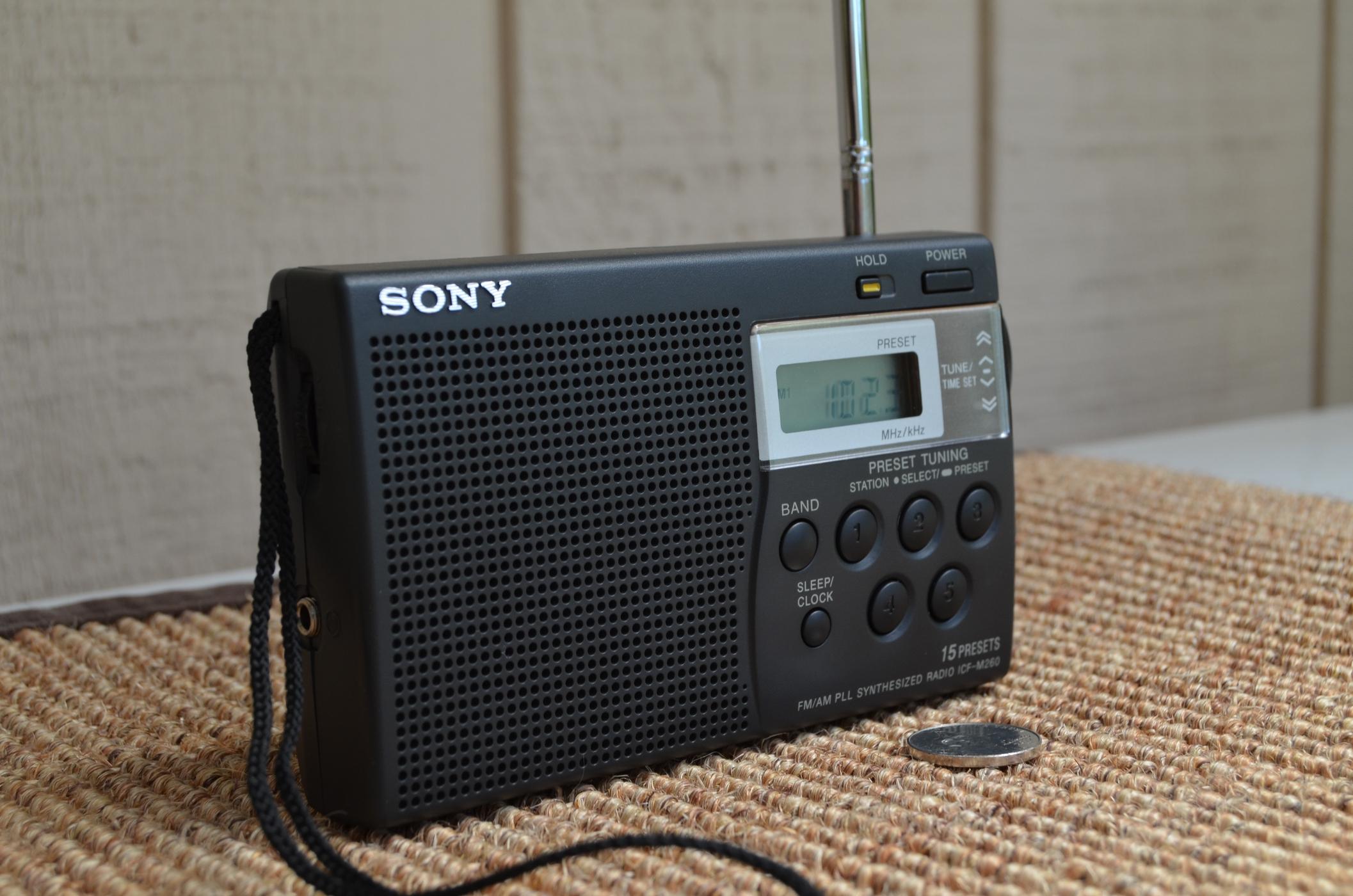
ICF-M260

## 外部連結
- （日語） 官方网站

41°18′51.7″N 140°44′35.7″E / 41.314361°N 140.743250°E